# Magnus Eriksson (skådespelare)
Bror Magnus Eriksson, född 10 maj 1948 i Spånga, är en svensk skådespelare.

## Biografi
Eriksson studerade vid Statens scenskola i Malmö 1970–1973. Han har arbetat på teatrarna i Vasa, Norrköping/Linköping, Västerås, Växjö, Härnösand/Sundsvall, samt Pistolteatern och Orionteatern 1983–1994. Hans far var konstnären Elis Eriksson. Tvillingsystern Kristina Eriksson är även hon konstnär och äldre brodern Christer Eriksson är författare.

## Filmografi
- 1972 – Dela lika (TV-serie)
- 1980 – Trollsommar
- 1984 – Träpatronerna (TV-serie)
- 1986 – Gösta Berlings saga (TV-serie)
- 1989 – Hassel – Terrorns finger
- 1993 – Macklean (TV-serie)
- 1993 – Snoken (TV-serie)
- 1994 – Fritänkaren – filmen om Strindberg
- 1995 – Rederiet (TV-serie)
- 1996 – Ett sorts Hades
- 1997 – Anne Holt (TV-serie)
- 1997 – Kung Lear
- 1998 – Ivar Kreuger (TV-serie)
- 1998 – Victor
- 1999 – Dödsklockan
- 1999 – Hälsoresan
- 1999 – Nya tider (TV-serie)
- 2000 – Barnen på Luna (TV-serie)
- 2000 – Jesus lever
- 2001 – Återkomsten (TV-serie)
- 2002 – Beck – Enslingen
- 2003 – Paragraf 9 (TV-serie)
- 2003 – Skeppsholmen (TV-serie)
- 2004 – C/o Segemyhr (TV-serie)
- 2004 – Lilla Jönssonligan på kollo
- 2005 – Den utvalde
- 2005 – Kvalster (TV-serie)
- 2005 – Lasermannen (TV-serie)
- 2005 – Medicinmannen (TV-serie)
- 2009 – Det enda rationella
- 2009 – Wallander – Tjuven
- 2010 – Våra vänners liv (TV-serie)
- 2012 – Livstid

## Teater

### Roller (ej komplett)
| År   | Roll                   | Produktion                                                                | Regi              | Teater                           |
| ---- | ---------------------- | ------------------------------------------------------------------------- | ----------------- | -------------------------------- |
| 1975 |                        | Loranga, Loranga Barbro Lindgren                                          | Lars Broling      | Norrköping-Linköping stadsteater |
| 1975 |                        | Föräldrarna Lilla Klaragruppen och Gunnar Edander                         | Göran Sarring     | Norrköping-Linköping stadsteater |
| 1975 |                        | Den fula ankungen H.C. Andersen                                           | Svend Bunch       | Norrköping-Linköping stadsteater |
| 1983 |                        | Skrattmänniskan (L'Homme qui rit) Victor Hugo                             | Lars Rudolfsson   | Orionteatern                     |
| 1986 |                        | Råttoperan Inger Rydén                                                    | Lars Rudolfsson   | Orionteatern                     |
| 1997 | Howard Hogen Dr Nestor | Feta män i kjol (Fat Men in Skirts) Nicky Silver                          | Jan Nielsen       | Helsingborgs stadsteater         |
| 2006 | Lans                   | Slutet gott, allting gott (All's Well That Ends Well) William Shakespeare | Thomas Segerström | Romateatern                      |
| 2007 |                        | Räddad Alfhild Agrell                                                     | Jenny Andreasson  | Östgötateatern                   |